# Bjeloruska Sovjetska Socijalistička Republika
Bjeloruska Sovjetska Socijalistička Republika, BSSR, (bjeloruski: Белару́ская Саве́цкая Сацыялісты́чная Рэспу́бліка, БССР) — jedna od četiri republike koja je u prosincu 1922. činila Savez Sovjetskih Socijalističkih Republika. 

## Povijest
BSSR je službeno proglašena 1. siječnja 1919. godine. Glavni grad je postao Minsk, premda je prvotna prijestolnica bio Vilnius, iz kojeg je kasnije sjedište preseljeno u Smolensk (zbog boljševičko-poljskog rata).
Poslije Drugoga svjetskog rata, BSSR je bila jedna od potpisnica osnivača Ujedinjenih naroda. U srpnju 1990. godine BSSR je objavila nezavisnost. U prosincu 1991., u selu nedaleko od Bresta, odvili su se pregovori na kojima je donijeta odluka o prestanku postojanja Sovjetskoga Saveza. Istoga dana nestala je i Bjeloruska Sovjetska Socijalistička Republika koja je otada samostalna Republika Bjelarus. 

## Veći gradovi
- Bobrujsk
- Brest
- Vitebsk
- Gomelj (Homjelj)
- Grodno (Hrodna)
- Mogilev (Mahiljau)
- Minsk

## Stanovništvo
8.897.000 (1969.) 10.151.806 (1989.)
Sastav po narodnostima (1959.):
- Bjelorusi — 81,0%
- Rusi — 8,2%
- Poljaci — 6,7%
- Židovi — 1,9%
- Ukrajinci — 1,7%
- drugi — 0,5%

## Poveznice
- Litavsko-bjeloruska Sovjetska Socijalistička Republika